# Collegio di Camborne and Redruth
Camborne and Redruth è un collegio elettorale inglese situato in Cornovaglia e rappresentato alla camera dei Comuni del parlamento del Regno Unito. Elegge un membro del parlamento con il sistema maggioritario a turno unico; l'attuale parlamentare è Perran Moon del Partito Laburista, che rappresenta il collegio dal 2024.

## Estensione

Camborne and Redruth dal 2010 al 2024

Dal 2010 al 2024 il collegio ha compreso i ward del distretto di Kerrier di Camborne North, Camborne South, Camborne West, Constantine, Gweek and Mawnan, Illogan North, Illogan South, Mabe and Budock, Redruth North, Redruth South, St Day, Lanner and Carharrack, Stithians e Wendron, i ward del distretto di Penwith di Gwinear, Gwithian and Hayle East, Hayle North e Hayle South e il ward del distretto di Carrick di Mount Hawke. I conservatori erano il partito più forte nelle aree più rurali del collegio, mentre le città di Camborne, Redruth e Hayle tendevano più verso i laburisti.
Oltre alle città di Camborne e Redruth, che si trovavano in precedenza nel collegio di Falmouth and Camborne, il collegio comprende il villaggio di Mount Hawke che in passato era nel collegio di Truro and St Austell e la città occidentale di Hayle, che in passato era nel collegio di St Ives.
Dal 2024 il collegio comprende le seguenti divisioni elettorali della Cornovaglia: Camborne Roskear and Tuckingmill; Camborne Trelowarren; Camborne West and Treswithian; Constantine, Mabe and Mawnan; Four Lanes, Beacon and Troon; Gwinear-Gwithian and Hayle East; Hayle West; Illogan and Portreath; Lanner, Stithians and Gwennap; Perranporth; Pool and Tehidy; Redruth Central, Carharrack and St Day; Redruth North; Redruth South e St Agnes.

## Membri del parlamento
| Elezione | Elezione | Deputato       | Partito      |
| -------- | -------- | -------------- | ------------ |
|          | 2010     | George Eustice | Conservatore |
|          | 2024     | Perran Moon    | Laburista    |

## Elezioni

### Elezioni negli anni 2020
| Partito                    | Partito                                | Candidato                  | Risultati 4 luglio 2024 | Risultati 4 luglio 2024 |
| Partito                    | Partito                                | Candidato                  | Voti                    | %                       |
| -------------------------- | -------------------------------------- | -------------------------- | ----------------------- | ----------------------- |
|                            | Laburista                              | Perran Moon                | 19 360                  | 40,51                   |
|                            | Conservatore                           | Connor Donnithorne         | 11 554                  | 24,18                   |
|                            | Reform UK                              | Roger Tarrant              | 8 952                   | 18,73                   |
|                            | Lib Dem                                | Thalia Marrington          | 4 113                   | 8,61                    |
|                            | Verdi                                  | Catherine Hayes            | 2 840                   | 5,94                    |
|                            | Liberale                               | Paul Holmes                | 624                     | 1,31                    |
|                            | Laburista Socialista                   | Robert Hawkins             | 342                     | 0,72                    |
|                            |                                        |                            |                         |                         |
| Iscritti                   | Iscritti                               | Iscritti                   | 74 402                  | 100,00                  |
| ↳ Votanti (% su iscritti)  | ↳ Votanti (% su iscritti)              | ↳ Votanti (% su iscritti)  | 47 785                  | 64,23                   |
| ↳ Astenuti (% su iscritti) | ↳ Astenuti (% su iscritti)             | ↳ Astenuti (% su iscritti) | 26 617                  | 35,77                   |
|                            |                                        |                            |                         |                         |
|                            | Esito: collegio confermato a Laburista |                            |                         |                         |

### Elezioni negli anni 2010
| Partito                    | Partito                                   | Candidato                  | Risultati 12 dicembre 2019 | Risultati 12 dicembre 2019 |
| Partito                    | Partito                                   | Candidato                  | Voti                       | %                          |
| -------------------------- | ----------------------------------------- | -------------------------- | -------------------------- | -------------------------- |
|                            | Conservatore                              | George Eustice             | 26 764                     | 53,14                      |
|                            | Laburista                                 | Paul Farmer                | 18 064                     | 35,86                      |
|                            | Lib Dem                                   | Florence MacDonald         | 3 504                      | 6,96                       |
|                            | Verdi                                     | Karen La Borde             | 1 359                      | 2,70                       |
|                            | Liberale                                  | Paul Holmes                | 676                        | 1,34                       |
|                            |                                           |                            |                            |                            |
| Iscritti                   | Iscritti                                  | Iscritti                   | 70 250                     | 100,00                     |
| ↳ Votanti (% su iscritti)  | ↳ Votanti (% su iscritti)                 | ↳ Votanti (% su iscritti)  | 50 547                     | 71,95                      |
| ↳ Astenuti (% su iscritti) | ↳ Astenuti (% su iscritti)                | ↳ Astenuti (% su iscritti) | 19 703                     | 28,05                      |
|                            |                                           |                            |                            |                            |
|                            | Esito: collegio confermato a Conservatore |                            |                            |                            |

| Partito                    | Partito                                   | Candidato                  | Risultati 8 giugno 2017 | Risultati 8 giugno 2017 |
| Partito                    | Partito                                   | Candidato                  | Voti                    | %                       |
| -------------------------- | ----------------------------------------- | -------------------------- | ----------------------- | ----------------------- |
|                            | Conservatore                              | George Eustice             | 23 001                  | 47,47                   |
|                            | Laburista                                 | Graham Winter              | 21 424                  | 44,21                   |
|                            | Lib Dem                                   | Geoff Williams             | 2 979                   | 6,15                    |
|                            | Verdi                                     | Geoff Garbett              | 1 052                   | 2,17                    |
|                            |                                           |                            |                         |                         |
| Iscritti                   | Iscritti                                  | Iscritti                   | 67 487                  | 100,00                  |
| ↳ Votanti (% su iscritti)  | ↳ Votanti (% su iscritti)                 | ↳ Votanti (% su iscritti)  | 48 456                  | 71,80                   |
| ↳ Astenuti (% su iscritti) | ↳ Astenuti (% su iscritti)                | ↳ Astenuti (% su iscritti) | 19 031                  | 28,20                   |
|                            |                                           |                            |                         |                         |
|                            | Esito: collegio confermato a Conservatore |                            |                         |                         |

| Partito                    | Partito                                   | Candidato                  | Risultati 7 maggio 2015 | Risultati 7 maggio 2015 |
| Partito                    | Partito                                   | Candidato                  | Voti                    | %                       |
| -------------------------- | ----------------------------------------- | -------------------------- | ----------------------- | ----------------------- |
|                            | Conservatore                              | George Eustice             | 18 452                  | 40,23                   |
|                            | Laburista                                 | Michael Foster             | 11 448                  | 24,96                   |
|                            | UKIP                                      | Bob Smith                  | 6 776                   | 14,77                   |
|                            | Lib Dem                                   | Julia Goldsworthy          | 5 687                   | 12,40                   |
|                            | Verdi                                     | Geoff Garbett              | 2 608                   | 5,69                    |
|                            | Mebyon Kernow                             | Loveday Jenkin             | 897                     | 1,96                    |
|                            |                                           |                            |                         |                         |
| Iscritti                   | Iscritti                                  | Iscritti                   | 66 960                  | 100,00                  |
| ↳ Votanti (% su iscritti)  | ↳ Votanti (% su iscritti)                 | ↳ Votanti (% su iscritti)  | 45 868                  | 68,50                   |
| ↳ Astenuti (% su iscritti) | ↳ Astenuti (% su iscritti)                | ↳ Astenuti (% su iscritti) | 21 092                  | 31,50                   |
|                            |                                           |                            |                         |                         |
|                            | Esito: collegio confermato a Conservatore |                            |                         |                         |

| Partito                    | Partito                                         | Candidato                  | Risultati 6 maggio 2010 | Risultati 6 maggio 2010 |
| Partito                    | Partito                                         | Candidato                  | Voti                    | %                       |
| -------------------------- | ----------------------------------------------- | -------------------------- | ----------------------- | ----------------------- |
|                            | Conservatore                                    | George Eustice             | 15 969                  | 37,58                   |
|                            | Lib Dem                                         | Julia Goldsworthy          | 15 903                  | 37,42                   |
|                            | Laburista                                       | Jude Robinson              | 6 945                   | 16,34                   |
|                            | UKIP                                            | Derek Elliot               | 2 152                   | 5,06                    |
|                            | Mebyon Kernow                                   | Loveday Jenkin             | 775                     | 1,82                    |
|                            | Verdi                                           | Euan McPhee                | 581                     | 1,37                    |
|                            | Laburista Socialista                            | Robert Hawkins             | 168                     | 0,40                    |
|                            |                                                 |                            |                         |                         |
| Iscritti                   | Iscritti                                        | Iscritti                   | 63 995                  | 100,00                  |
| ↳ Votanti (% su iscritti)  | ↳ Votanti (% su iscritti)                       | ↳ Votanti (% su iscritti)  | 42 493                  | 66,40                   |
| ↳ Astenuti (% su iscritti) | ↳ Astenuti (% su iscritti)                      | ↳ Astenuti (% su iscritti) | 21 502                  | 33,60                   |
|                            |                                                 |                            |                         |                         |
|                            | Esito: collegio a Conservatore (nuovo collegio) |                            |                         |                         |

## Risultati dei referendum

### Referendum sulla permanenza del Regno Unito nell'Unione europea del 2016
|             | Collegio             | Lasciare UE % | Rimanere in UE % |
| ----------- | -------------------- | ------------- | ---------------- |
|             | Camborne and Redruth | 62,7%         | 37,3%            |
| Inghilterra | 53,3%                | 46,7%         |                  |
| Regno Unito | 51,9%                | 48,1%         |                  |